# Mine Joe Mann
La mine Joe Mann, aussi connue sous les noms de Chibougamau Explorer, Anacon Leads, Chibex et Meston est une mine de cuivre et d'or en Eeyou Istchee Baie-James, dans le Nord-du-Québec. La mine située à 60 km au sud de Chibougamau est en opération de 1956 à 2007, et connaît 3 phases d'exploitation. Entre 1956 et 1960, le site accueille aussi un village minier, qui devient un village fantôme entre 1960 et 1963. En 2023, la société Doré Copper Mining acquiert l'entièreté de la propriété. La mine porte le nom du prospecteur Joseph Mannzotti.

## Historique
Au cours de son histoire, la mine Joe Mann connaît trois phases d'exploitation.

### Phase 1: Chibougamau Explorer et Anacon Leads
La compagnie Chibougamau Explorer Ltd. est fondée en 1950, et débute les premiers forages sur le site de la future mine en 1950 et 1951. Les résultats des forages démontrent une valeur importante en cuivre et en or, et dès le mois de décembre 1951, des travaux de construction d'un puits minier sont lancés sur la propriété. En 1952, la direction de la compagnie passe aux mains d'Anacon Lead Mines. La mine Chibougamau Explorer entre en opération en 1956 et possède sa propre usine de traitement du minerai. Entre 1956 à 1960, c'est 135 048 onces d’or sont extraites de la mine. Le puits no 1 y atteint une profondeur de 561 mètres en 1959. Au fil des ans, les installations de la mine subissent de nombreuses avaries, qui affectent sa rentabilité. En 1958, une panne de courant cause une inondation majeure des galeries souterraines. Une panne électrique majeure y survient aussi en 1959 et cause plus de 126 000$ de pertes pour l'entreprise. En septembre 1960, la mine ferme ses portes, notamment en raison du sous-sol très humide et des infiltrations d'eau abondantes rendant l'exploitation non rentable. En septembre 1963, alors que l'entreprise a entrepris le démantèlement de la mine, un incendie détruit les installations industrielles.

#### Village minier
Au cours des années suivants l'ouverture de la mine, la compagnie minière procède à la construction de maisons et d'infrastructure pour ses ouvriers et leurs familles. En 1958 le village minier d'Anacon compte 42 maisons à proximité de la mine. Il compte aussi un centre récréatif avec 4 glaces de curling, ainsi que des espaces dédiés aux soirées sociales et aux projections cinématographiques. Dès 1957, le village possède aussi une école francophone et anglophone, qui fait aussi office de chapelle. Celle-ci est desservie par un vicaire catholique de Chapais, ainsi qu'un révérend protestant résident. En 1958, le village minier compte  275 résidents. Le village possède un réseau électrique local, mais pas de service téléphonique. Les communications externes sont assurées par radio, avec la mine Opémiska de Chapais, et la mine Campbell de Chibougamau.
Le village minier est déserté en 1960,quelques semaines après la fermeture de la mine Anacon. Le village demeure pendant plus de 3 ans inhabité, alors que les maisons et ses installations y demeurent intactes. Le village fantôme n'est pas touché lors de l'incendie de la mine, en septembre 1963. Il est toutefois démantelé au cours des mois suivants et les maisons sont vendues à des particuliers. Une dizaine de maisons sont relocalisées à Chapais, et les autres sont envoyées à Chibougamau.

### Phase 2: Chibex
En décembre 1973, les installations souterraines de l'ancienne mine Chibougamau Explorer sont asséchées jusqu'au niveau de 800 pieds. Un moulin de traitement du minerai est en construction, et plusieurs sections de la route déjà existante sont restaurées, de même que l'alimentation électrique. Un campement de maisons-mobiles est aussi en place. On estime alors que les réserves d'or et de cuivre de la mine assureront cinq années d'opération. La mine entre en opération en janvier 1975. Dès septembre de la même année toutefois, la chute de la valeur de l'or affecte la rentabilité des opérations. Elles cessent la même année.
Entre 1979 et 1982, la Société de développement de la Baie-James (SDBJ) et la minière Les Ressources du lac Meston Inc. (filiale de Ressources Campbell) projettent la remise en opération de la mine Chibex et entreprennent la restauration de ses infrastructures,. La SDBJ y investit 25 millions de dollars dans le projet Joe Mann, mais des divergences entre les partenaires mettent fin à ce projet de relance,,.En parallèle, en 1981, Ressources Campbell met à pied 122 employés de la mine.

### Phase 3: Joe Mann
En 1987, l'entreprise Ressources Campbell devient l’unique propriétaire de la mine, connue alors sous le nom de Joe Mann. Son puits avait été dénoyé en 1985, et son exploitation reprend en 1987. Deux ans plus tard, un nouveau puits de 625 mètres est creusé. En 1997 et 1998, celui-ci est approfondi à 1 145 mètres. La chute du prix mes métaux engendre un déclin de la rentabilité de la mine Joe Mann, opérée par une filiale de la compagnie Campbell : Ressources Meston. En 1999, les opérations y sont suspendues temporairement. Elles reprennent brièvement en 2000, mais sont de nouveau suspendues jusqu'en 2002. L’extraction de cuivre et d'or cesse en août 2007 en raison de la chute des prix des métaux, et du changement de stratégie de la compagnie Ressources Campbell.

## Projet de relance
Au cours des années 2020, la minière Doré Copper Mining prends possession d'anciennes mines chibougamoises : Joe Mann, Copper Rand, Cedar Bay, Jaculet. L'entreprise souhaite relancer l'exploitation minière et la production d'or et de cuivre. L'entreprise vise la remise en opération de l'ancienne usine de traitement de minerai de la mine Copper Rand, qui serait alimentée par la production des mines environnantes,. En 2024, Doré Copper Mining fusionne avec la minière australienne Cygnus, qui poursuit le projet de relance.

## Production
Entre 1956 et 1997, la mine Joe Mann est en opération pendant un total de 27 ans. Sur cette période, elle se montre particulièrement rentable : sa production d'or est évaluée à 1 263 000 onces, et sa production de cuivre est estimée à 24 millions de livres.

## Toponymie
La mine Joe Mann est nommé en hommage au prospecteur Joseph Mannzotti, dit Jos Chibougamau.